# Live Magik
Live Magik is een livealbum van de Red Hot Chili Peppers uit 1992, een jaar na de verschijning van Blood Sugar Sex Magik. Het album is opgenomen bij een concert in 1992 in München, Duitsland. Op het concert speelden de Peppers natuurlijk veel nummers van Blood Sugar Sex Magik, maar ook veel van het eerste album met gitarist John Frusciante, Mother's Milk en van de albums met in 1988 overleden gitarist Hillel Slovak.

## Tracklist
- 1. Out in L.A. - 2:58
- 2. Organic Anti-Beat Box Band - 4:20
- 3. Bullet Proof - 2:26
- 4. Suck My Kiss - 3:50
- 5. Subterranean Homesick Blues - 4:06
- 6. Funky Crime - 3:33
- 7. Give It Away - 5:17
- 8. Nobody Weird Like Me - 5:10
- 9. If You Have To Ask - 5:38
- 10. Stone Cold Bush - 3:34
- 11. Magic Johnson - 2:45
- 12. I Could Have Lied - 4:29
- 13. Yertle The Turtle - 4:55
- 14. Freaky Styley - 7:38
- 15. Me & My Friends - 3:30
- 16. Skinny Sweaty Man/Green Heaven - 6:49